# مونهتتادا هوساكا
مونهتتادا هوساكا (باليابانية: 保坂 宗匡) (12 مايو 1973 في أكيتا في اليابان – )؛ هو لاعب كرة قدم سابق كان يلعب كمهاجم.